# BEAT ZONE
『BEAT ZONE』（ビートゾーン）は、日本のロックユニット、B'zの松本孝弘が司会を務めたTOKYO FM系ラジオ番組である。放送は、1988年4月から1997年9月まで約9年半続いた。

## 放送について
番組開始当初はローカル枠でTOKYO FMでは木曜17：30-18：00（JST）からの放送で各地の放送日時は異なっていた。なお岡山県では、FM岡山開局前だったので、AMラジオ局の山陽放送で放送されていた。
その後、1993年から1997年の番組終了までは『赤坂泰彦のミリオンナイツ』に内包される形でJFN系全国ネット放送となった（放送時間は、1993年4月～1994年3月までは水曜23：00～23：25、1994年4月～1997年9月までは木曜23：00～23：25）。

## その他
ゲストという形だが、稲葉浩志も出ていた。明石昌夫などの当時のサポートメンバーやレコーディングスタッフ（野村昌之、寺島良一）もゲストとして出演していた。また、メディア露出が少なかった坂井泉水（ZARD）や大黒摩季もゲストとして出演していたことがある。